# Ves ve vzduchu
Ves ve vzudchu (1901, Le village aérien) je vědeckofantastický dobrodružný román francouzského spisovatele Julesa Verna z jeho cyklu Podivuhodné cesty (Les Voyages extraordinaires). Česky kniha vyšla též pod názvem Podivuhodné setkání v džungli.

## Obsah románu
Román líčí dobrodružnou cestu expedice Francouze Maxe Hubera a jeho přítele Američana Johna Corta, kterou podnikli z města Libreville ve Francouzském Kongu (dnes jde o hlavní město Gabonu) k řece Bahar-el-Abiad (jeden z přítoků Čadského jezera). Na zpáteční cestě narazí výprava na neprostupný les, u kterého je napadena stádem divokých slonů, kteří výpravě rozdupou veškeré vybavení. Své životy zachrání pouze útěkem za neprostupnou hradbu stromů. V lese naleznou řeku a na jejím břehu nejprve vor a pak předměty, které patřily již několik let nezvěstné výpravě Němce doktora Johausena. Ten navázal na výzkumy amerického badatele Garnera, jenž podnikl výzkumy opičího zvukového projevu. Natáčel opičí skřeky na fonografické válečky a zkoumal opice také přímo v Africe, aniž však dospěl k významnějším výsledkům. Profesor Johausen se domníval, že v opičích skřecích rozeznává slovo „whouw“ pro potravu, „šeny“ pro nápoj a „jek“ pro pozor. Proto se vypravil do nitra Afriky, ale ztratil se v ohromném pralese v povodí konžské řeky Ubangi.
Max Huber a John Cort se rozhodnou proplout lesem na nalezeném voru. Vor však v peřejích ztroskotá a oni jsou nuceni prodírat se neprostupným lesem. Náhle jsou přepadeni velikou hordou jakýchsi opic a odvlečeni do vesnice, která je vybudována na vrcholcích stromů. Její obyvatelé tvoří zřejmě „chybějící článek“ mezi opicí a člověkem. Především ženy těchto tvorů se velice podobají druhu homo sapiens. Wagdisové, jak sebe sama tvorové nazývají, mají vlastní řeč a svého náčelníka nazývají Mselo-Tala-Tala, což znamená Otec-zrcadlo, čili Muž s brýlemi. Není to nikdo jiný než učený profesor Johausen, který při pobytu mezi Wagdisy zešílel, a jemuž jako poslední zábava zůstala hra na flašinet, který si vzal na výpravu sebou, protože s jeho pomocí chtěl otestovat smysl těchto tvorů pro hudbu.
„Ves ve vzduchu“, kterou Wagdisové obývají, se jmenovala Ngala. Byla vybudována na vzájemně propletených kmenech a větvích afrických sykomor (platanů) ve výši 30 metrů. Její obvod činil pět kilometrů a se zemí ji spojoval žebřík. Zajatí členové expedice se mohli po vesnici volně pohybovat, ale odejít z ní nesměli. Když však profesor Johausen uspořádal „koncert vážné hudby“ (šlo o jeho hru na flašinet), po kterém následovala oslava vrcholící pitkou, podařilo se všem uprchnout.

## Ilustrace
Knihu Ves ve vzduchu ilustroval George Roux.

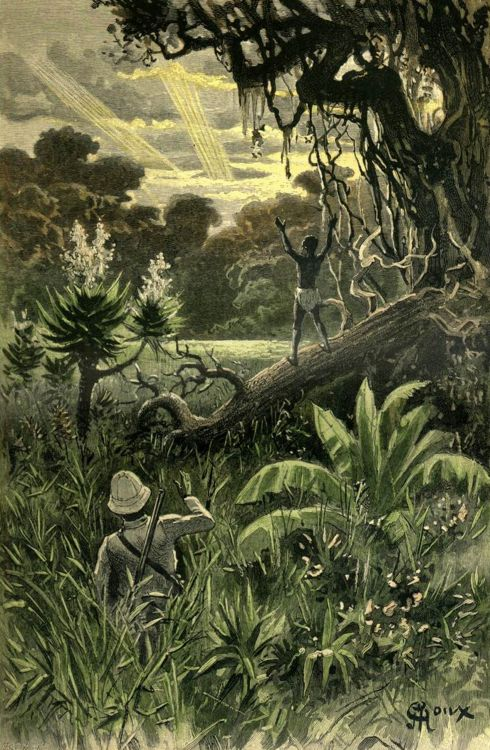
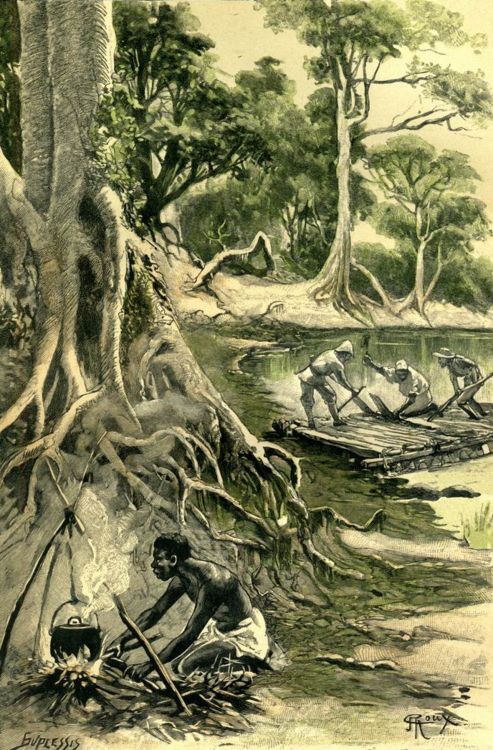
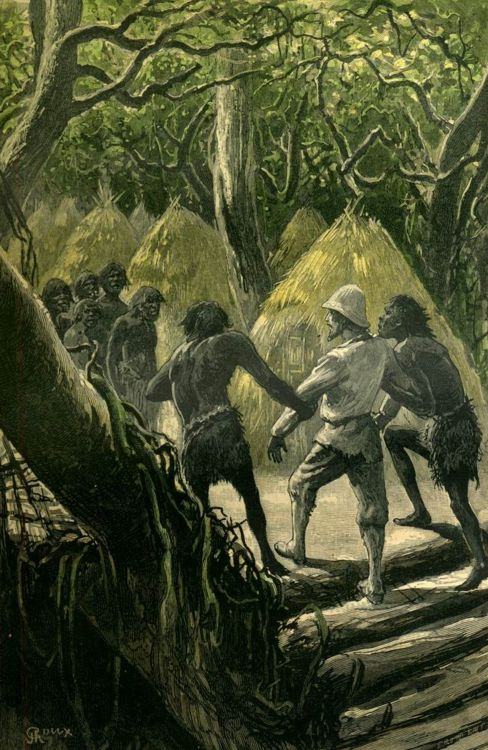
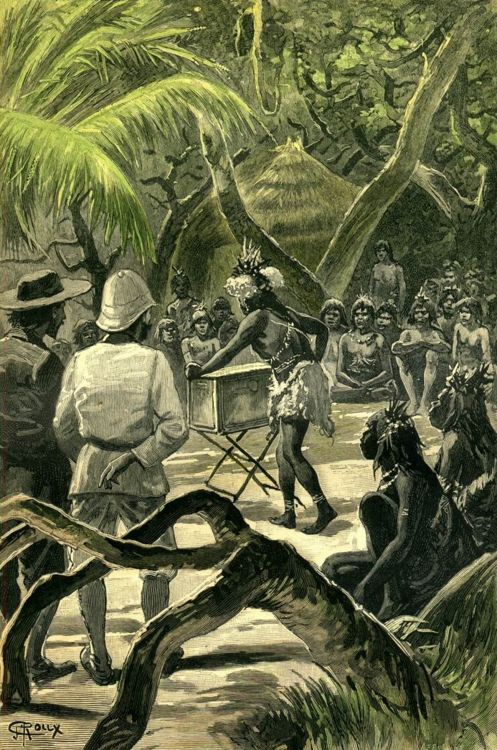
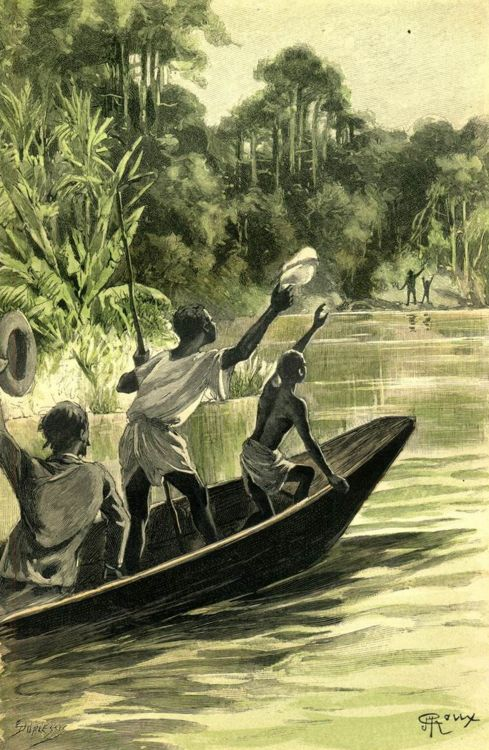

## Česká vydání
- Ves ve vzduchu, Eduard Beaufort, Praha 1913, přeložil Vítězslav Unzeitig,
- Podivuhodné setkání v džungli, SNDK, Edice Karavana sešity 39-49, Praha 1971-1972, přeložil Václav Netušil.
- Podivuhodné setkání v džungli, Albatros, Praha 1996, přeložil Václav Netušil,
- Ves ve vzduchu, Návrat, Brno 2005, přeložil Vítězslav Unzeitig.
- Ves ve vzduchu, Nakladatelství Josef Vybíral, Žalkovice 2011, přeložil Vítězslav Unzeitig, znovu 2013.
- Ves ve vzduchu, Omega, Praha 2024, přeložil Vítězslav Unzeitig.